# Philibertia lysimachioides
Philibertia lysimachioides är en oleanderväxtart som först beskrevs av Hugh Algernon Weddell, och fick sitt nu gällande namn av T. Meyer. Philibertia lysimachioides ingår i släktet Philibertia och familjen oleanderväxter. Inga underarter finns listade i Catalogue of Life.